# Lacková
Lacková je obec na Slovensku v okrese Stará Ľubovňa v Prešovském kraji poblíž polských hranic. Žije zde 164 obyvatel.
První písemná zmínka o obci pochází z roku 1408. V obci je V obci je římskokatolický kostel Božského srdce Ježíšova ze začátku 20. století.